# Ballots
Ballots és un municipi francès situat al departament de Mayenne i a la regió de País del Loira. L'any 2007 tenia 1.192 habitants.

## Demografia

### Població
El 2007 la població de fet de Ballots era de 1.192 persones. Hi havia 460 famílies de les quals 106 eren unipersonals (39 homes vivint sols i 67 dones vivint soles), 165 parelles sense fills, 165 parelles amb fills i 24 famílies monoparentals amb fills.
La població ha evolucionat segons el següent gràfic:
Habitants censats

### Habitatges
El 2007 hi havia 531 habitatges, 460 eren l'habitatge principal de la família, 24 eren segones residències i 47 estaven desocupats. 517 eren cases i 12 eren apartaments. Dels 460 habitatges principals, 340 estaven ocupats pels seus propietaris, 116 estaven llogats i ocupats pels llogaters i 4 estaven cedits a títol gratuït; 2 tenien una cambra, 21 en tenien dues, 75 en tenien tres, 123 en tenien quatre i 240 en tenien cinc o més. 325 habitatges disposaven pel capbaix d'una plaça de pàrquing. A 218 habitatges hi havia un automòbil i a 202 n'hi havia dos o més.

### Piràmide de població
La piràmide de població per edats i sexe el 2009 era:
| Homes | Edats   | Dones |
| ----- | ------- | ----- |
| 0     | 95 o +  | 4     |
| 0     | 90 a 94 | 12    |
| 12    | 85 a 89 | 20    |
| 12    | 80 a 84 | 8     |
| 4     | 75 a 79 | 36    |
| 32    | 70 a 74 | 24    |
| 32    | 65 a 69 | 32    |
| 48    | 60 a 64 | 56    |
| 24    | 55 a 59 | 28    |
| 44    | 50 a 54 | 28    |
| 32    | 45 a 49 | 32    |
| 20    | 40 a 44 | 24    |
| 44    | 35 a 39 | 44    |
| 28    | 30 a 34 | 32    |
| 16    | 25 a 29 | 24    |
| 12    | 20 a 24 | 20    |
| 24    | 15 a 19 | 36    |
| 28    | 10 a 14 | 52    |
| 40    | 5 a 9   | 40    |
| 24    | 0 a 4   | 24    |

## Economia
El 2007 la població en edat de treballar era de 641 persones, 496 eren actives i 145 eren inactives. De les 496 persones actives 467 estaven ocupades (246 homes i 221 dones) i 29 estaven aturades (14 homes i 15 dones). De les 145 persones inactives 65 estaven jubilades, 43 estaven estudiant i 37 estaven classificades com a «altres inactius».

### Ingressos
El 2009 a Ballots hi havia 474 unitats fiscals que integraven 1.212 persones, la mediana anual d'ingressos fiscals per persona era de 14.603,5 €.

### Activitats econòmiques
Dels 44 establiments que hi havia el 2007, 1 era d'una empresa alimentària, 4 d'empreses de fabricació d'altres productes industrials, 8 d'empreses de construcció, 10 d'empreses de comerç i reparació d'automòbils, 2 d'empreses de transport, 2 d'empreses d'hostatgeria i restauració, 1 d'una empresa financera, 6 d'empreses de serveis, 8 d'entitats de l'administració pública i 2 d'empreses classificades com a «altres activitats de serveis».
Dels 12 establiments de servei als particulars que hi havia el 2009, 1 era una oficina bancària, 2 tallers de reparació d'automòbils i de material agrícola, 1 paleta, 2 guixaires pintors, 3 fusteries, 1 lampisteria, 1 perruqueria i 1 restaurant.
Dels 2 establiments comercials que hi havia el 2009, 1 era una botiga de menys de 120 m² i 1 una fleca.
L'any 2000 a Ballots hi havia 80 explotacions agrícoles que ocupaven un total de 2.592 hectàrees.

## Equipaments sanitaris i escolars
El 2009 hi havia 1 farmàcia i 1 ambulància.
El 2009 hi havia 1 escola maternal integrada dins d'un grup escolar amb les comunes properes formant una escola dispersa, 1 escola elemental i 1 escola elemental integrada dins d'un grup escolar amb les comunes properes formant una escola dispersa.

## Poblacions més properes
El següent diagrama mostra les poblacions més properes.